# Kevin Swords
Kevin Robert Swords (Chicago, 1 de julio de 1960) es un ex–jugador estadounidense de rugby que se desempeñaba como segunda línea.

## Selección nacional
Fue convocado a las Águilas por primera vez en abril de 1985 para enfrentar a los Brave Blossoms, fue un jugador regular y titular en su seleccionado y disputó su último partido en junio de 1994 ante los Pumas. En total jugó 36 partidos y marcó dos tries para un total de ocho puntos (un try valía 4 puntos hasta 1993).

### Participaciones en Copas del Mundo
Disputó las Copas del Mundo de Nueva Zelanda 1987 e Inglaterra 1991; donde jugó todos los partidos y marcó el único try estadounidense en el torneo ante la Azzurri. En ambos torneos las Águilas perdieron todos los partidos y por ello fueron eliminados en fase de grupos.
| Mundial                       | Sede           | Resultado    | PJ | Tries |
| ----------------------------- | -------------- | ------------ | -- | ----- |
| Copa Mundial de Rugby de 1987 | Estados Unidos | Primera fase | 2  | 0     |
| Copa Mundial de Rugby de 1991 | Inglaterra     | Primera fase | 3  | 1     |